# Піт Хейн
Піт Хейн (дан. Piet Hein; нар. 16 грудня 1905 — пом. 18 квітня 1996) — данський науковець, письменник, винахідник, художник та інженер; найбільше знаний за написання коротких віршованих афоризмів, які він називав «груками». Вони здобули велику популярність у всьому світі і саме за них він тричі висувався на здобуття Нобелівської премії (хоча цієї найвищої літературної відзнаки він так і не отримав).

## Біографічні дані
Народився в Копенгагені в Данії. Навчався в Інституті теоретичної астрономії, фізики і геофізики (пізніше Інститут Нільса Бора) Копенгагенського університету і в Технічному університеті Данії. Єльський університет нагородив його почесним ступенем в 1972 році. Помер у себе вдома на острові Фюн в 1996 році.
Він був прямим нащадком Піта Пітерсона Хейна, данського моряка і народного героя XVII століття.

## Творчість
Свої груки Хейн почав писати під час німецької окупації Данії під псевдонімом Кумбель. Залишаючись незрозумілими для ворогів, вони давали можливість висловлювати для співвітчизників всі ті почуття і думки, які хвилювали автора. Творець кібернетики Н. Вінер, який захоплювався поетичним талантом Хейна, так сказав про цю особливість його віршів: «Хейн великий майстер епіграми. Його слід читати принаймні на двох рівнях — зовнішньому і більш глибокому. І в тому і в іншому випадку він викликає в мене захоплення. Яке багатство значних думок міститься в них!»
Кожен грук супроводжувався малюнком автора, що сприяло ще більшій популярності його творів. За своє життя Піт Хейн написав близько семи тисяч груків данською і близько 400 англійською мовами, видав близько 40 книг, половина з яких — збірники груків. Вони перекладалися німецькою, французькою, українською, російською, японською, китайською, есперанто та іншими мовами.
Автором українського перекладу груків Піта Хейна є рівненський поет Віктор Марач.

| ХТО ТАКИЙ ВЧЕНИЙ?[6] Хто і вночі не може спать, Де б він не був — на роботі чи вдома, — І риється в книгах, щоб те хоч знать, Що й так всім відомо. СТВОРЕННЯ НОВОГО[6] Нове — теж процес, і коли його знать, Здійснить легко й те, що вважатимуть дивом: Слід в певних пропорціях лиш поєднать Удавано хибне із явно правдивим. ДВА ВІРШІ ПРО ФОРМУ І ЗМІСТ[6] Звичайний дизайн — мистецтво підробки: Ховає ретельно всі недоробки. А гарний дизайн — не тільки проформа: В нім зору доступні і зміст, і форма. |
Також Піт Хейн малював, займався дизайном, придумував ігри. Відомий своїми головоломками та іграми (кубики сома, гекс, тік-такс тощо). В 1964 р., працюючи над проектом шляхової розв'язки для центральної частини Стокгольма, П. Хейн застосував нову геометричну форму — супереліпс, математично описаний і досліджений вперше французьким математиком Габрієлем Ламе, а також першим використав тіло обертання супереліпса «суперяйце» як частковий випадок супереліпсоїда, що знайшли широке застосування в сучасному дизайні.